# HAYIM (协会)
HAYIM协会 癌症儿童在以色列（希伯來語：‎）是一个非政府组织，致力于在自愿基础上提供救济和支持以色列罹患癌症的儿童。
在希伯來文中，HAYIM（‎ /xɑːiːm/）表示生命。而HAYIM协会致力於提昇癌症儿童的生活，並拯救其性命。
HAYIM协会是一個非營利組織，在1984年由癌症兒童的家長所開設，倡導有關癌症兒童的需求，以及支持其相關研究。HAYIM协会是以色列第一個宗旨是在幫助癌症兒童的協會。